# Luis Miguel - La serie
Luis Miguel - La serie (Luis Miguel: The Series) è una serie televisiva biografica americana prodotta da Gato Grande Productions insieme a Metro-Goldwyn-Mayer Studios per Netflix e Telemundo.  È una versione autorizzata sulla vita del cantante messicano Luis Miguel, interpretato in questa serie dall'attore Diego Boneta. Le riprese sono iniziate il 16 novembre 2017.

## Interpreti
- Diego Boneta[6]
- Camila Sodi[6]
- Óscar Jaenada[6]
- Anna Favella[6]
- Paulina Davila[6]
- Juan Pablo Zurita[6]
- César Bordón[6]
- Vanessa Bauche[6]
- Andrés Almeida[6]